# جيمس جي. تومسون
جيمس جي. تومسون (بالإنجليزية: James G. Thompson)‏ هو سياسي أمريكي، ولد في 15 يناير 1829. حزبياً، نشط في الحزب الجمهوري. وقد انتخب عضو مجلس ولاية نيويورك.